# Diocesi di Cerignola-Ascoli Satriano

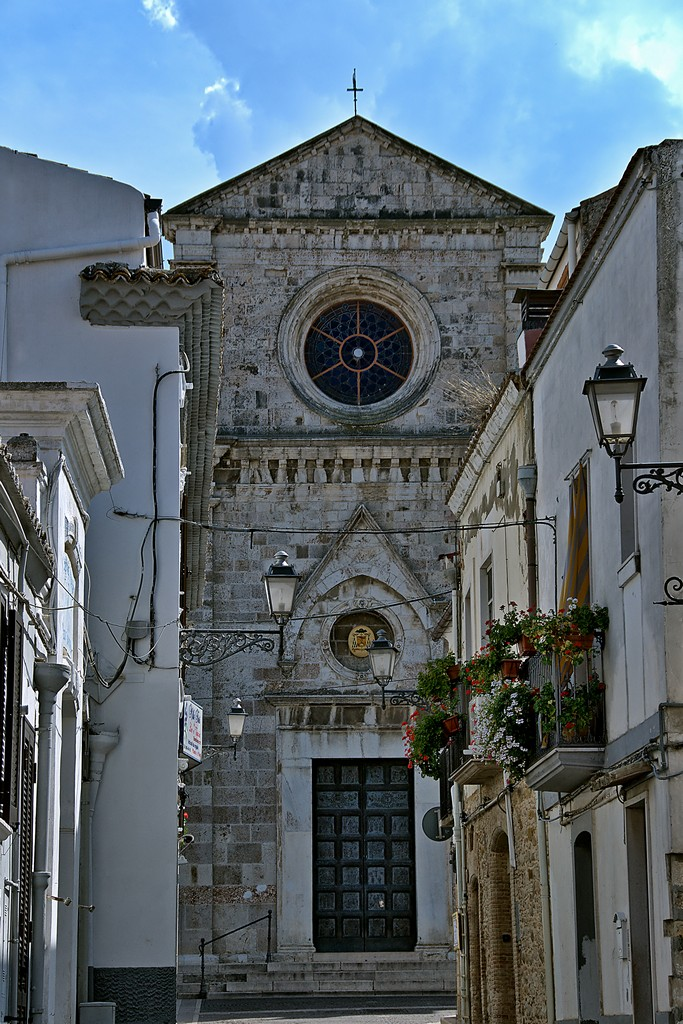
La concattedrale della Natività della Beata Vergine Maria ad Ascoli Satriano.

La diocesi di Cerignola-Ascoli Satriano (in latino Dioecesis Ceriniolensis-Asculana Apuliae) è una sede della Chiesa cattolica in Italia suffraganea dell'arcidiocesi di Foggia-Bovino appartenente alla regione ecclesiastica Puglia. Nel 2023 contava 102.749 battezzati su 108.816 abitanti. È retta dal vescovo Fabio Ciollaro.

## Territorio
La diocesi comprende nove comuni della provincia di Foggia in Puglia: Cerignola, Ascoli Satriano, Orta Nova, Carapelle, Stornarella, Stornara, Candela, Ordona, Rocchetta Sant'Antonio.
Sede vescovile è la città di Cerignola, dove si trovano la cattedrale di San Pietro apostolo e l'antica cattedrale di San Francesco d'Assisi. Ad Ascoli Satriano sorge la concattedrale della Natività della Beata Vergine Maria.

### Parrocchie
Il territorio si estende su 1.328 km² ed è suddiviso in 34 parrocchie.

## Storia
L'odierna diocesi nasce nel 1986 dall'unione di due antiche diocesi, quella di Ascoli Satriano, documentata a partire dal X secolo, e quella di Cerignola, eretta nel 1819.

### Diocesi di Ascoli Satriano
La diocesi di Erdonia fu probabilmente eretta nel IV secolo, sebbene la tradizione suggerisca che san Leone fosse vescovo di questa sede nel II secolo. Primo e unico vescovo storicamente documentato è Saturnino, presente al sinodo romano del 499. Nessuno dei vescovi di questa sede era presente agli altri sinodi simmachiani del 501 e del 502 indizio della crisi in cui versava la diocesi di Erdonia, di cui non si hanno in seguito più notizie. È probabile che il suo territorio venne incorporato in quello della diocesi di Eca.
Solo a partire dal IX secolo il territorio poté risollevarsi dopo le distruzioni operate dalla prima invasione dei Longobardi, dai Saraceni e dalla cruenta lotta per il predominio sulla regione fra i longobardi del Ducato di Benevento e i Bizantini.
A partire dalla prima annessione al Ducato di Benevento nel 668, la chiesa di Erdonia è sottomessa ad Ascoli Satriano, il cui territorio passa sotto la giurisdizione dei vescovi di Benevento, che videro confermati questi loro diritti dagli imperatori Ludovico II nell'866 e Carlo il Calvo nell'875. Queste decisioni furono confermate dai pontefici, a partire dalla bolla di papa Formoso dell'893, ripresa da quelle dei papi Marino II (943) e Giovanni XII (956).
Nel 969 papa Giovanni XIII elevò Benevento al rango di sede metropolitana e concesse all'arcivescovo di consacrare i suoi vescovi suffraganei, tra cui risulta anche quello di Ascoli Satriano. Tuttavia non si conoscono vescovi di Ascoli fino al secolo successivo. La città infatti era al centro di aspre lotte fra Longobardi, Bizantini a cui si aggiunsero in seguito i Normanni: nel 1041 si raggiunse la pace con la nascita del ducato normanno di Ascoli.
Il primo vescovo noto di Ascoli Satriano è un anonimo che venne deposto da papa Alessandro II nel marzo 1067 per una irregolarità nella sua elezione. Suo successore fu Lupo Protospata, autore di un Chronicon rerum in regno Neapolitano gestarum, documento relativo agli avvenimenti politico-religiosi del tempo. Si conoscono i nomi di pochi vescovi per i secoli XII e XIII, tra cui Risando e Sichenolfo, che sottoscrissero alcuni diplomi rispettivamente nel 1107 e nel 1123, e Giovanni, che prese parte al concilio lateranense del 1179.
Ascoli Satriano «fu sede di alcuni conventi religiosi: uno di benedettini (1093); due di agostiniani eremitani, uno maschile (1300) e uno femminile (1818); uno di francescani conventuali (1399); uno di francescani minori tuttora esistente (1623)».
La primitiva cattedrale di Santa Maria del Principio fu distrutta da un terremoto e sostituita nel 1455 dalla chiesa francescana di San Francesco, elevata alla dignità di cattedrale con bolla di papa Callisto III del 24 settembre ed intitolata alla Natività della Beata Vergine Maria.
Nel 1648 il vescovo Pirro Luigi Castellomata eresse presso la chiesa dell'Annunziata, fuori le mura della città, un collegio di formazione per i chierici; nel secolo successivo, il vescovo Giuseppe Campanile (1737-1771), gettò le basi per la costruzione di un più appropriato edificio per ospitare il seminario diocesano. Nel Seicento sorsero diverse confraternite dedite all'apostolato in ambito caritativo, tra cui quelle di Sant'Antonio da Padova, dell'Immacolata, del Soccorso, del Santissimo Sacramento, di Santa Maria degli Angeli, del Purgatorio e di San Rocco.

### Diocesi di Cerignola

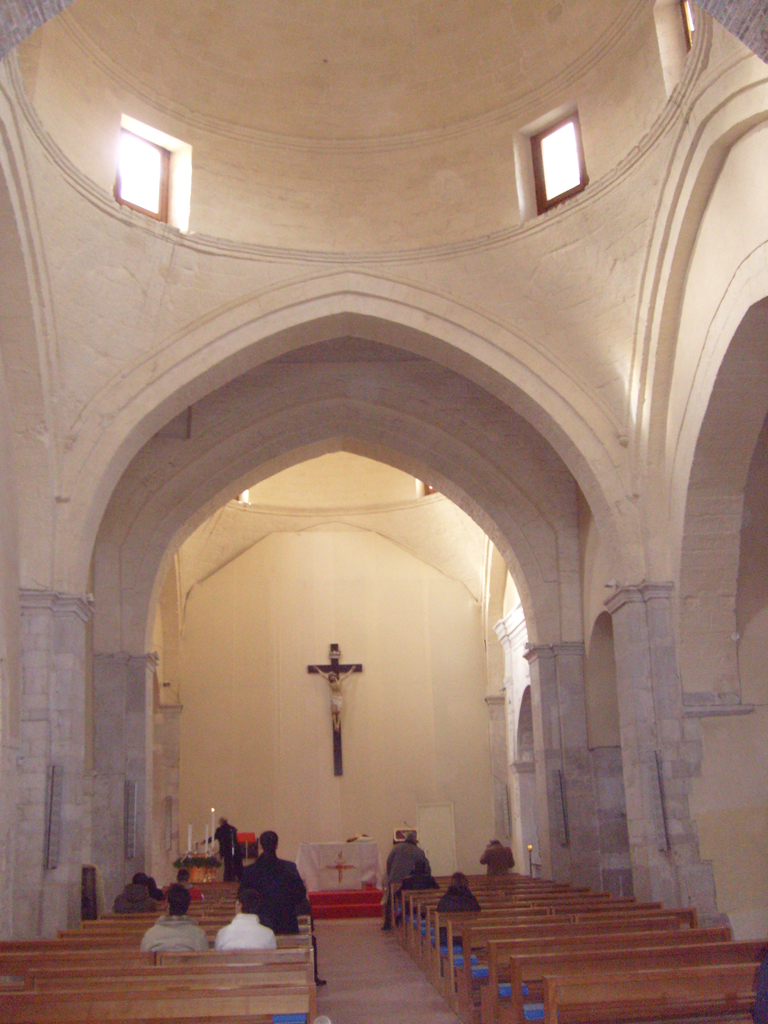
Navata centrale della chiesa di San Francesco d'Assisi, già cattedrale di Cerignola.

La chiesa di San Pietro di Cerignola, secondo un antico manoscritto pubblicato nel Codice diplomatico barese, è attestata per la prima volta al 1225; risale invece al 1255 la menzione del primo arciprete cerignolano, Alferio, che presta giuramento agli arcivescovi di Bari e Canosa. «Documenti successivi attestano la presenza sul territorio di alcune realtà ecclesiali intitolate a "sancte Lucie", a "sancte Marie", oltre alla già citata "ecclesie sancti Petri". Nel 1323, l'arciprete e il clero erano ancora soggetti alla giurisdizione del preposito di Canosa.»
Una bolla di papa Callisto III del 30 aprile 1455 riporta esplicitamente l'espressione Cidonola nullius doecesis, ad indicare l'indipendenza della Chiesa di Cerignola dall'autorità vescovile e la sua sottomissione diretta alla Santa Sede. Il medesimo titolo di arcipretura nullius è documentato da una visita pastorale effettuata nel 1580 da Gaspare Cenci, vescovo di Melfi e Rapolla. La città ed il suo territorio comprendevano diversi ordini e congregazioni religiose con i loro monasteri: gesuiti, agostiniani, carmelitani, francescani e somenicani.
Secondo i privilegi concessi da Giulio II e Paolo IV, gli arcipreti esercitavano le funzioni episcopali, eccetto il potere d'ordine, non essendo consacrati vescovi; dovevano essere nativi di Cerignola e far parte del capitolo della collegiata di San Pietro.

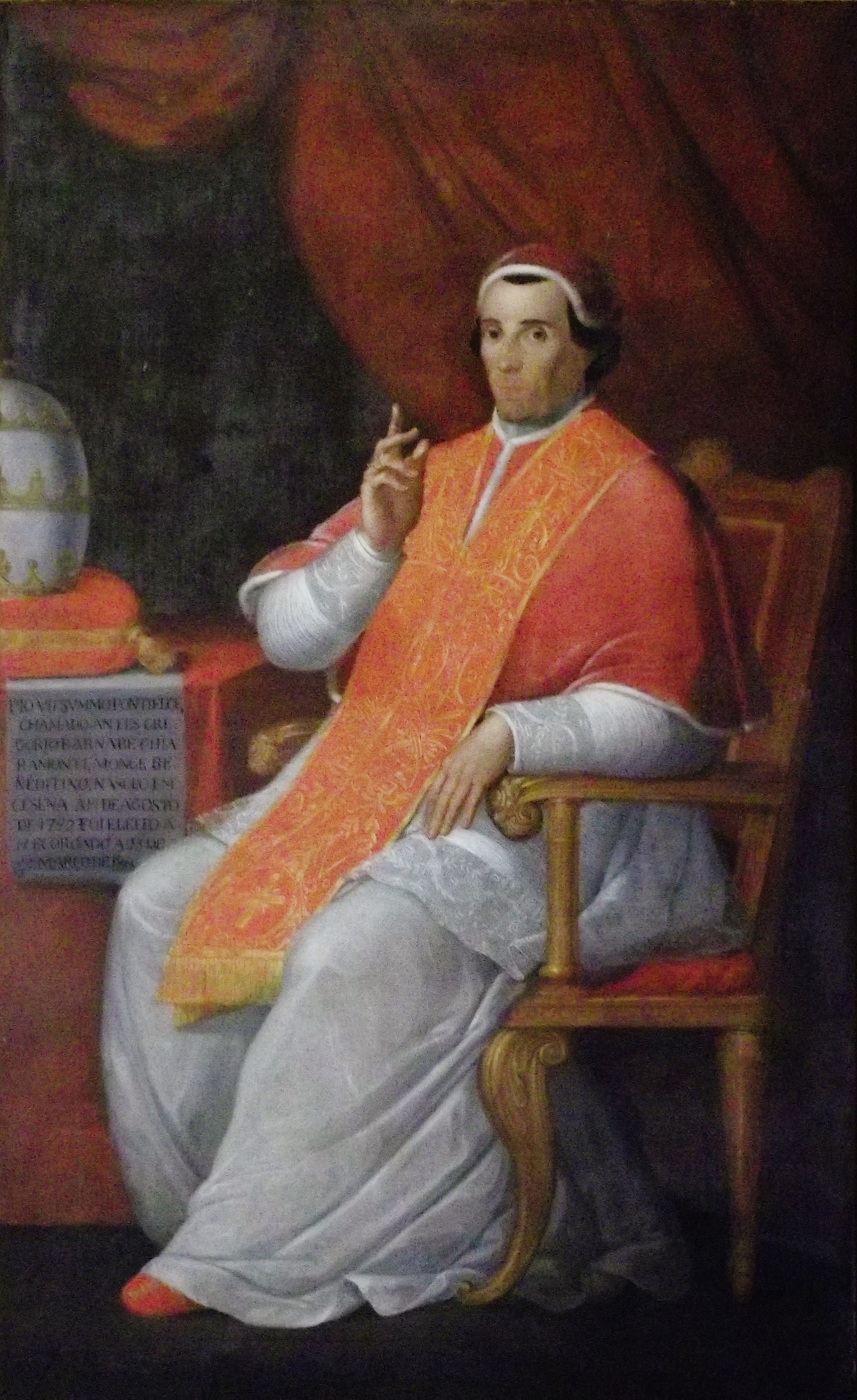
Ritratto di papa Pio VII, che nel 1819 elevò l'arcipretura di Cerignola a diocesi.

Il 14 giugno 1819 in forza della bolla Quamquam per Nuperrimam di papa Pio VII l'arcipretura nullius di Cerignola fu elevata al rango di diocesi e contestualmente unita aeque principaliter alla diocesi di Ascoli Satriano. La chiesa parrocchiale di San Pietro divenne la cattedrale della nuova diocesi, costituita dal solo comune cerignolano e resa suffraganea dell'arcidiocesi di Benevento.

### Le diocesi unite
Il primo vescovo delle sedi unite è stato Antonio Maria Nappi, già vescovo di Ascoli Satriano dal maggio 1818, nominato da Pio VII il 20 luglio 1819. Nel 1824 celebrò un primo sinodo diocesano per l'organizzazione delle sue due diocesi.
Tra i vescovi più significativi dell'Ottocento è da ricordare Leonardo Todisco Grande, vescovo dal 1849 al 1872. «Ad Ascoli Monsignor Todisco visse gli anni più tormentati della sua esistenza; ma proprio in questo periodo produsse i suoi più importanti documenti: editti, notificazioni, lettere pastorali, Relationes ad limina ed il sinodo, celebrato nel 1853, avendo di mira una integrale formazione cristiana nel ripristino di quei valori religiosi che sembravano dimenticati. Restaurò l'episcopio e la cattedrale di Ascoli Satriano; ricostruì il seminario a cui il terremoto del 14 agosto 1851 aveva provocato seri danni».
Nel 1873 iniziarono i lavori di costruzione della nuova cattedrale di Cerignola, in sostituzione della precedente chiesa di San Pietro. Il nuovo edificio, conosciuto come "Duomo Tonti", fu ultimato nel 1934.
Nel 1885 le due diocesi comprendevano un totale di 10 parrocchie, di cui 7 nella diocesi di Ascoli Satriano (a Ascoli Satriano, Candela, Orta Nova e Stornarella) e 3 nella diocesi di Cerignola (tutte nella città episcopale), con un popolazione complessiva di poco superiore ai 50.000 abitanti.
Con decreto della Congregazione Concistoriale del 14 gennaio 1958, fu stabilito l'obbligo per i vescovi di risiedere per sei mesi all'anno ad Ascoli Satriano, e per gli altri sei mesi a Cerignola; e di avere in ognuna delle città episcopali una curia diocesana. Queste disposizioni revocarono quelle stabilite il 19 novembre 1949, che avevano concesso ai vescovi di porre la propria stabile residenza ad Ascoli Satriano.
Il 30 aprile 1979 le diocesi unite di Ascoli Satriano e Cerignola entrarono a far parte della nuova provincia ecclesiastica dell'arcidiocesi di Foggia in virtù della bolla Sacrorum Antistites di papa Giovanni Paolo II.
Il 25 maggio 1983 per effetto del decreto De animarum della Congregazione per i vescovi la diocesi di Ascoli Satriano acquisì il comune di Rocchetta Sant'Antonio dalla diocesi di Lacedonia.
Il 30 settembre 1986, con il decreto Instantibus votis della stessa Congregazione per i vescovi, le due sedi furono unite plena unione e la nuova circoscrizione ecclesiastica ha assunto il nome attuale.
Il 24 luglio 2007 è stato inaugurato ad Ascoli Satriano, nei locali dell'ex monastero di Santa Maria del Popolo, un polo museale, costituito dal "Museo della Diocesi di Cerignola-Ascoli Satriano" e dal "Museo civico archeologico Pasquale Rosario" del comune di Ascoli Satriano.

## Cronotassi dei vescovi proposta da Todisco Grande (I - XI secolo)
La presente cronotassi di 43 vescovi, relativa al periodo I - XI secolo, venne proposta dal vescovo di Ascoli Satriano e Cerignola Leonardo Todisco Grande (1849-1872) nell'opera Memoria diocesis Asculi Satriani et eiusdem diocesis series episcoporum usque ad annum 1853 (Napoli, 1853). La maggior parte di questi vescovi appartiene tuttavia alla cronotassi tradizionale dei vescovi e arcivescovi di Benevento.
- San Leone † (105 - 174)[15]
- Teofilo † (313 - 366)
- Liniano I † (366)
- Emilio † (384 - 415 deceduto)
- Giovanni I † (415 - circa 447 deceduto)
- M. Doro † (448 - 490 deceduto)
- Sofo † (490 - 494 deceduto)
- Epifanio † (494 - circa 520 deceduto)
- Felice I † (520 - 533 deceduto)
- Marciano † (533 - 543 deceduto)
- Zosimo † (543 - ?)
- Felice II † (585 - 591 deceduto)
- Liniano II † (591 - 599 deceduto)
- Davide I † (600 - 603 deceduto)
- Barbaro † (603 - 615 deceduto)
- Alfano I † (615 - 622 deceduto)
- Ildebrando † (622 - ?)
- Alderico † (700 - 733 deceduto)
- Tito † (733 - circa 743 deceduto)[16]
- Cesario † (743 - ?)[17]
- Giovanni II †
- David II † (768/772 - 824)
- Gutto † (825 - 833 deceduto)
- Urso † (833 - 845 deceduto)
- Giovanni III † (845 - 852 deceduto)
- Carlo † (852 - 868 deceduto)
- Giovanni IV † (868 - 875 deceduto)
- Angione o Aione † (875 - 886 deceduto)
- Conservato † (886 - 894 deceduto)
- Pietro I † (894 - ?)
- Valdefrido † (908 - 911 deceduto)
- Giovanni V † (911 - ?)
- Vincenzo † (954 - 957 deceduto)
- Landolfo † (957 - ?)
- Maldefrido † (circa 965/972 - 984)
- Alone † (984 - 998)
- Alfano II † (998 - ?)
- Mundo † (1009 - 1011 deceduto)
- Alfano III † (1011 - ?)
- Valderico † (1053 - 1059 deceduto)
- Mauro † (1059 - 1072 deceduto)
- Aurelio † (1072 - circa 1091 deceduto)
- Giovanni VI † (1092 - ?)

## Cronotassi
Si omettono i periodi di sede vacante non superiori ai 2 anni o non storicamente accertati.

### Vescovi di Ascoli Satriano
- Anonimo † (? - marzo 1068 deposto)[18]
- Lupo Protospata † (prima di ottobre 1067 - circa 1102 deceduto)[19]
- Risando † (menzionato nel 1107)[20]
- Sichenolfo † (menzionato nel 1123)[20]
- Giovanni † (menzionato nel 1179)[20]
- Anonimo † (menzionato l'11 novembre 1182)[21]
- Anonimo † (documentato nel 1184 e nel 1188)[21]
- Goffredo † (prima di novembre 1189 - 26 ottobre 1200 deceduto)[21]
- Pietro † (prima di novembre 1205 - 20 novembre 1237 deceduto)[21][22]
  - Sede vacante (circa 1239 - ?)[21]
- Anonimo † (menzionato nel 1266)[21]
- Anonimo † (menzionato nel 1268)[21][23]
- Anonimo † (prima di agosto 1270 - dopo maggio 1271)[21]
- Benedetto † (6 marzo 1274 - circa 1293 deceduto)[21][24]
- Ruggero † (prima del 1295 - dopo maggio 1304)[21]
- Angelo † (1308 - circa 1311 deceduto)
- Francesco I † (19 maggio 1311 - 1311 deceduto)
- Francesco II † (3 luglio 1311 - circa 1322 deceduto)
- Benedetto, O.E.S.A. † (1322 - 1330 deceduto)[25]
- Pietro II † (? - 1353 deceduto)
- Pietro III de Pironti † (29 gennaio 1354 - 1376 deceduto)
- Pietro IV † (1376 - 1396 deceduto)[26]
- Francesco Pasquarelli, O.E.S.A. † (6 aprile 1397 - 1418 deceduto).[27]
- Giacomo † (22 maggio 1419 - 1458 deceduto)
- Giovanni Antonio Boccarelli † (13 novembre 1458 - 9 agosto 1469 nominato vescovo di Nola)
- Francesco Pietro Luca di Gerona, O.P. † (6 settembre 1469 - 27 novembre 1477 nominato vescovo di Teramo)
- Fazio Gallerani † (27 novembre 1477 - 11 agosto 1479 deceduto)
- Giosuè de Gaeta † (1º dicembre 1480 - 23 maggio 1509 dimesso)
- Agapito Giosuè de Gaeta † (23 maggio 1509 - 1512 deceduto)
- Giosuè de Gaeta † (8 maggio 1513 - 28 maggio o 1º giugno 1517 dimesso) (per la seconda volta)
- Giovanni Francesco de Gaeta † (28 maggio o 1º giugno 1517 - 10 novembre 1566 deceduto)
- Marco Lando † (22 agosto 1567 - 1593 deceduto)
- Francesco Bonfiglio, O.F.M.Conv. † (31 maggio 1593 - 1593/1594 deceduto)
- Ferdinando D'Avila, O.F.M.Obs. † (9 marzo 1594 - 1620 deceduto)
- Francesco Maria de Marra † (29 aprile 1620 - 1624 deceduto)
- Francesco Andrea Gelsomino, O.E.S.A. † (9 giugno 1625 - 8 dicembre 1629 deceduto).[28]
- Giorgio Bolognetti † (23 settembre 1630 - 28 febbraio 1639 nominato vescovo di Rieti)
- Michele Rezia † (8 agosto 1639 - marzo o aprile 1648 deceduto)
- Pirro Luigi Castellomata † (23 novembre 1648 - ottobre 1656 deceduto)
- Giacomo Filippo Bescapè † (28 maggio 1657 - 13 agosto 1672 deceduto)
- Felice Via Cosentino † (14 novembre 1672 - dicembre 1679 deceduto)
- Filippo Lenti † (29 aprile 1680 - settembre 1684 deceduto)
- Francesco Antonio Punzi † (14 maggio 1685 - 28 marzo 1728 deceduto)
- Antonio de Martinis † (10 maggio 1728 - novembre 1737 deceduto)
- Giuseppe Campanile † (20 dicembre 1737 - 17 ottobre 1771 deceduto)
- Emanuele de Tomasi † (16 dicembre 1771 - 5 gennaio 1807 deceduto)
  - Sede vacante (1807-1818)
- Antonio Maria Nappi † (25 maggio 1818 - 20 luglio[9] 1819 nominato vescovo di Ascoli Satriano e Cerignola)

### Vescovi di Ascoli Satriano e Cerignola
- Antonio Maria Nappi † (20 luglio[9] 1819 - 2 maggio 1830 deceduto)
- Francesco Iavarone † (2 luglio 1832 - 20 aprile 1849 nominato vescovo di Sant'Agata de' Goti)
- Leonardo Todisco Grande † (20 aprile 1849 - 13 maggio 1872 deceduto)
- Antonio Sena † (23 dicembre 1872 - 20 marzo 1887 deceduto)
- Domenico Cocchia, O.F.M.Cap. † (23 maggio 1887 - 18 novembre 1900 deceduto)
- Angelo Struffolini † (15 aprile 1901 - 1º luglio 1914 dimesso)
- Giovanni Sodo † (2 giugno 1915 - 24 luglio 1930 deceduto)
- Vittorio Consigliere, O.F.M.Cap. † (1º settembre 1931 - 15 marzo 1946 deceduto)
- Donato Pafundi † (22 giugno 1946 - 18 luglio 1957 deceduto)
- Mario Di Lieto † (21 novembre 1957 - 30 settembre 1986 nominato vescovo di Cerignola-Ascoli Satriano)

### Vescovi di Cerignola-Ascoli Satriano

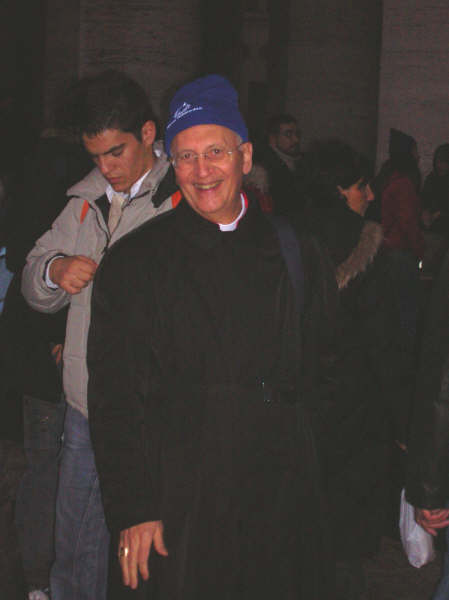
Vincenzo D'Addario, vescovo di Cerignola-Ascoli Satriano dal 1987 al 1990.

- Mario Di Lieto † (30 settembre 1986 - 16 aprile 1987 ritirato)
- Vincenzo D'Addario † (16 aprile 1987 succeduto - 2 giugno 1990 nominato arcivescovo di Manfredonia-Vieste)
- Giovan Battista Pichierri † (21 dicembre 1990 - 13 novembre 1999 nominato arcivescovo di Trani-Barletta-Bisceglie)
- Felice di Molfetta (29 aprile 2000 - 1º ottobre 2015 ritirato)
- Luigi Renna (1º ottobre 2015 - 8 gennaio 2022 nominato arcivescovo di Catania)[29]
- Fabio Ciollaro, dal 2 aprile 2022

## Vescovi oriundi della diocesi
Elenco di alcuni prelati della diocesi diventati vescovi:
- Nunzio Galantino (Cerignola, 16 agosto 1948), vescovo emerito di Cassano all'Jonio, presidente dell'Amministrazione del patrimonio della Sede Apostolica
- Gaetano Di Pierro, S.C.I. (Orta Nova, 1º dicembre 1948), vescovo di Farafangana
- Luigi Mansi (Cerignola, 6 maggio 1952), vescovo di Andria
- Giacomo Cirulli (Cerignola, 25 settembre 1952), vescovo di Teano-Calvi, di Alife-Caiazzo e di Sessa Aurunca

## Statistiche
La diocesi nel 2023 su una popolazione di 108.816 persone contava 102.749 battezzati, corrispondenti al 94,4% del totale.
| anno | popolazione | popolazione | popolazione | presbiteri | presbiteri | presbiteri | presbiteri                | diaconi | religiosi | religiosi | parrocchie |
| anno | battezzati  | totale      | %           | numero     | secolari   | regolari   | battezzati per presbitero | diaconi | uomini    | donne     | parrocchie |
| ---- | ----------- | ----------- | ----------- | ---------- | ---------- | ---------- | ------------------------- | ------- | --------- | --------- | ---------- |
| 1950 | 86.000      | 86.000      | 100,0       | 75         | 55         | 20         | 1.146                     |         | 24        | 110       | 18         |
| 1959 | 98.302      | 99.591      | 98,7        | 69         | 56         | 13         | 1.424                     |         | 17        | 149       | 22         |
| 1970 | 84.864      | 86.183      | 98,5        | 72         | 52         | 20         | 1.178                     |         | 22        | 133       | 34         |
| 1980 | 88.423      | 90.194      | 98,0        | 69         | 49         | 20         | 1.281                     |         | 25        | 121       | 39         |
| 1990 | 100.000     | 100.500     | 99,5        | 57         | 42         | 15         | 1.754                     |         | 17        | 111       | 40         |
| 1999 | 103.230     | 105.230     | 98,1        | 56         | 47         | 9          | 1.843                     | 9       | 12        | 90        | 40         |
| 2000 | 102.062     | 103.562     | 98,6        | 69         | 57         | 12         | 1.479                     | 11      | 14        | 88        | 40         |
| 2001 | 103.286     | 104.886     | 98,5        | 64         | 52         | 12         | 1.613                     | 11      | 14        | 88        | 40         |
| 2002 | 103.084     | 104.259     | 98,9        | 56         | 45         | 11         | 1.840                     | 11      | 13        | 87        | 40         |
| 2003 | 98.641      | 103.962     | 94,9        | 61         | 50         | 11         | 1.617                     | 12      | 12        | 89        | 40         |
| 2004 | 101.042     | 104.728     | 96,5        | 59         | 48         | 11         | 1.712                     | 12      | 14        | 88        | 40         |
| 2006 | 102.600     | 106.600     | 96,2        | 61         | 49         | 12         | 1.681                     | 15      | 15        | 83        | 40         |
| 2013 | 101.719     | 107.433     | 94,7        | 57         | 44         | 13         | 1.784                     | 14      | 15        | 72        | 34         |
| 2016 | 101.415     | 110.891     | 91,5        | 60         | 46         | 14         | 1.690                     | 14      | 16        | 74        | 34         |
| 2019 | 101.136     | 110.770     | 91,3        | 54         | 41         | 13         | 1.872                     | 13      | 15        | 64        | 68         |
| 2021 | 102.425     | 107.657     | 95,1        | 56         | 41         | 15         | 1.829                     | 13      | 16        | 55        | 35         |
| 2023 | 102.749     | 108.816     | 94,4        | 53         | 39         | 14         | 1.938                     | 12      | 15        | 54        | 34         |